# Egio
Egio o Egion es una ciudad del noreste de Acaya, Grecia, con una población de 20 422 habitantes en 2011. Pertenece a la unidad municipal de su mismo nombre y al municipio de Egialia.
Tiene montañas en la parte sur. La ciudad se asienta en tierra cultivable que cubre más de un cuarto de la comunidad. Las montañas de Panacaico y Erimanto son vistas rara vez. La comuna fue conocida como Vostitsa o Vostitza desde la Edad Media.

## Historia
Egio ( en griego, Αίγιο; en latín Aegium) fue una de las doce ciudades que integraron la Liga Aquea, en la Antigua Grecia, adscribiéndose h. el 800 a. C. Es mencionada por Homero en el Catálogo de las naves de la Ilíada como uno de los territorios bajo el dominio de Agamenón. Era una de las más importantes ciudades de Acaya, en la medieval Vostitsa, al este de la desembocadura del río Selinunte, cerca de la costa, al pie de una montaña que sobresale entre dos llanuras, con un excelente puerto y ricas fuentes en las cercanías.

### Antigüedad
Antes de la fundación de la ciudad, la zona tuvo un asentamiento neolítico. De la época micénica se han hallado restos de casas y cerámica así como dos sectores donde hay tumbas de cámara.
Según Pausanias, colonos de Acaya dirigidos por Tifón de Egio fundaron en Italia la ciudad de Caulonia.
Varios atletas de Egio tuvieron parte destacada en los Juegos Olímpicos, como Estratón (Στράτων), Atenodoro (Αθηνόδωρος), Ladas y otros.
En 373 a. C. incorporó el territorio de la ciudad de Hélice, destruida por un terremoto y se convirtió en la capital de la Liga Aquea.
Del 330 a. C. al 281 a. C., formó parte del Reino de Macedonia. En el año 320 a. C. Casandro de Macedonia conquistó la ciudad, pero en el 313 a. C. Aristodemo, general al servicio de Antígono I Monóftalmos, puso sitio a Egio y la tomó. La ciudad sufrió entonces el pillaje de los soldados y muchos de sus habitantes fueron asesinados.
En 280 a. C. fue reconstituida la Liga Aquea y Egio formó parte de la misma, hasta que fue anexionada por la República romana, en el 146 a. C., después de la conquista romana de Grecia.
Pausanias ubica en el interior de la ciudad y en la zona de la costa de Egio templos de Ilitía, Atenea y uno común de Apolo y Artemisa, santuarios de Asclepio, Artemisa, Zeus Soter, Afrodita, uno común de Deméter y Coré, uno  de Poseidón, otro de Zeus Homagirio, otro de Demeter Panaquea y otro de Soteria, además de un bosque sagrado de Hera, un teatro y múltiples estatuas en el interior de los recintos sagrados y también en el exterior.
Los romanos demolieron las murallas de la ciudad y Egio perdió su importancia.
Se escindió del Imperio romano y formó parte del Imperio Romano de Oriente y después del Imperio bizantino, durante el cual fue rebautizada como Vostitsa (Βοστίτσα), después de la invasión eslava en el año 805. El origen del nombre viene de las palabras del antiguo eslavo eclesiástico, vosta y vostan, que significa «ciudad de jardines» o ciudad jardín.

### Épocas franca y otomana
Cayó bajo dominio franco en el siglo XIII, para más tarde pasar bajo el control del Imperio otomano en 1457, con dos periodos breves de control veneciano entre 1463 y 1470 y entre 1685 y 1715, aunque en ambas ocasiones volvió a control otomano. Un terremoto se produjo el 23 de agosto de 1817; después de una explosión parecida a un cañonazo el agua del mar subió sobrepasando la desembocadura del Selinunte y llegó hasta el nivel de Vostitza. Las edificaciones costeras (almacenes principalmente) desaparecieron. En Vostitza murieron 65 personas y dos tercios de los edificios quedaron destruidos; cinco lugares de la llanura quedaron derruidos. En la zona se había producido ya un seísmo de importancia en 1748.
En la guerra de Independencia de Grecia fue la primera ciudad liberada del dominio otomano, el 26 de marzo de 1821. Tras esta guerra recuperó su nombre antiguo de Egio.

### Época moderna
En la zona de Egio hubo otros terremotos superiores a los seis grados de la escala Richter en los años 1861,1888 y 1889.
Tras la Segunda Guerra Mundial y la guerra civil griega, muchos edificios se reconstruyeron: el hospital se abrió al público y la economía siguió creciendo, a pesar de un terremoto en 1955 en el centro de la ciudad y otro en 1995, este más fuerte, que arrasó toda la zona suroeste de la ciudad.
En febrero de 2004, los agricultores de la zona convocaron manifestaciones y bloquearon la GR-8A. Las protestas duraron varias joradas y las principales autopistas de la zona se bloquearon dos días. Durante varios días los tractores de este colectivo bloquearon las carreteras y autopistas de la zona.

#### Incendios forestales de 2007

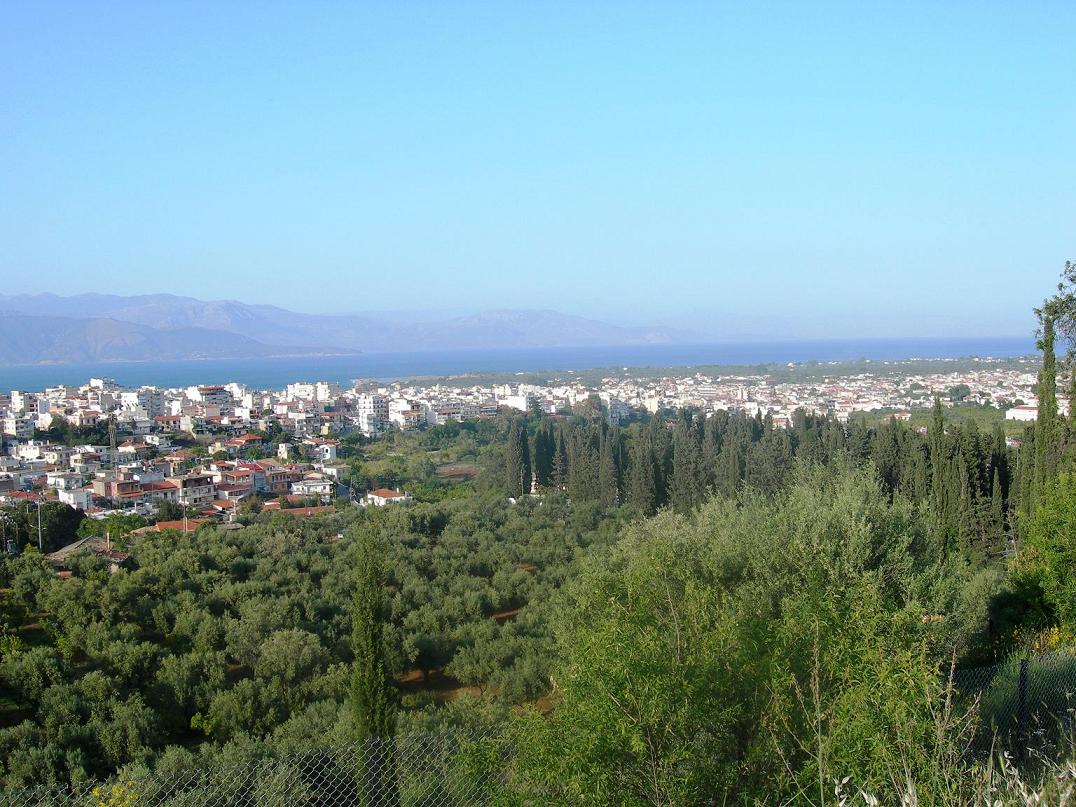
Vista parcial de Egio.

El 19 de julio de 2007, en el sur de Egio, un incendio forestal causó el pánico y peligro entre los habitantes de la ciudad. Los bomberos contaban con aviones, helicópteros, camiones y vehículos de emergencia que combatieron el fuego, incluso así se tardaron horas en controlarlo. La población fue evacuada rápidamente. Las llamas del incendio superaban los 30 m, y se expandía a una velocidad vertiginosa por las montañas y la ciudad. El fuego destruyó parte de la ciudad y acabó al día siguiente.
Seis días más tarde, el 25 de julio, hubo una fuerte ola de calor que afectó a la parte sureste del continente y provocó un fuego aún mayor que el anterior que devastó los pueblos de la zona como Mavriki, Kounina, Paraskevi, Pyrgaki, Pteri y Koumari, afectando a casi toda la región. En Zachloritika, el fuego quemó un tercio de la región.

## Localidades cercanas
- Myrtia, al oeste

- Temeni, al este

## Comunidades locales dependientes de la unidad municipal de Egio
- Chantzi
- Dafnes
- Digeliotika
- Egio
- Kouloura
- Koumari
- Kounina
- Mavriki
- Melissia
- Paraskevi
- Pteri o Fteri
- Selinountas
- Temeni
- Valimitika[2]

## Histórico de población
| Año  | Comunidad local | Unidad municipal |
| ---- | --------------- | ---------------- |
| 1981 | 20.955          | -                |
| 1991 | 22.178          | 28.903           |
| 2001 | 21.255          | 27.741           |
| 2011 | 20.664          | 26.523           |